# Институт Сантиссима-Аннунциата

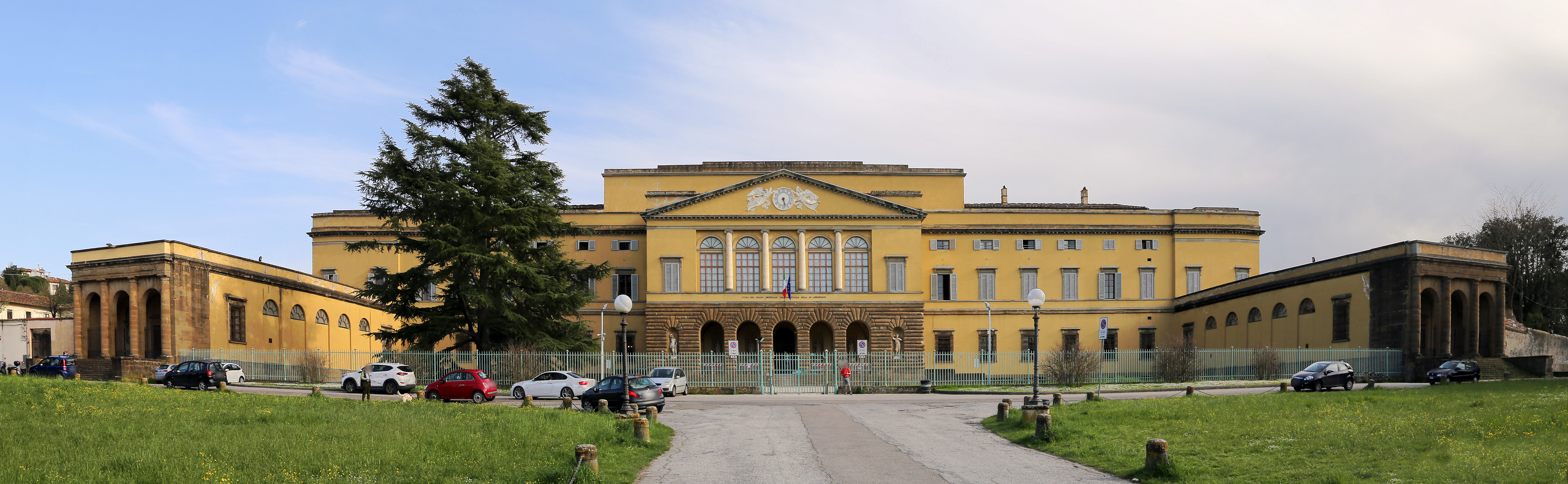
Вилла Поджо-Империале

Институт Сантиссима-Аннунциата (Институт Пресвятого Благовещения, итал. L'Istituto Statale della Ss. Annunziata) — школа-интернат для девочек во Флоренции, первое учебное заведение такого рода в этом городе. Основано в 1823 году для обучения отпрысков аристократических фамилий, находилось под патронатом августейшей четы — великого герцога Тосканы Леопольда и его супруги Марии Анны Саксонской. С 1865 г. располагается на Вилле Поджо-Империале, размеры которой ограничивают число учениц примерно восемьюдесятью.
Среди известных выпускниц Института Сантиссима-Аннунциата — будущая последняя итальянская королева Мария Жозе Бельгийская (с детства предназначенная в жёны итальянскому принцу и поэтому отправленная в Италию для изучения языка) и старшая дочь Бенито Муссолини Эдда.